# Tetrakyanonikelnatan draselný
Tetrakyanonikelnatan draselný je anorganická sloučenina se vzorcem K2Ni(CN)4. Většinou se objevuje jako monohydrát, je však známý i v bezvodé podobě; v obou případech jde o žlutou pevnou látku rozpustnou ve vodě a vykazující paramagnetické vlastnosti. Jedná se o draselnou sůl tetrakyanonikelnatanového aniontu, komplex je čtvercově rovinný.

## Příprava

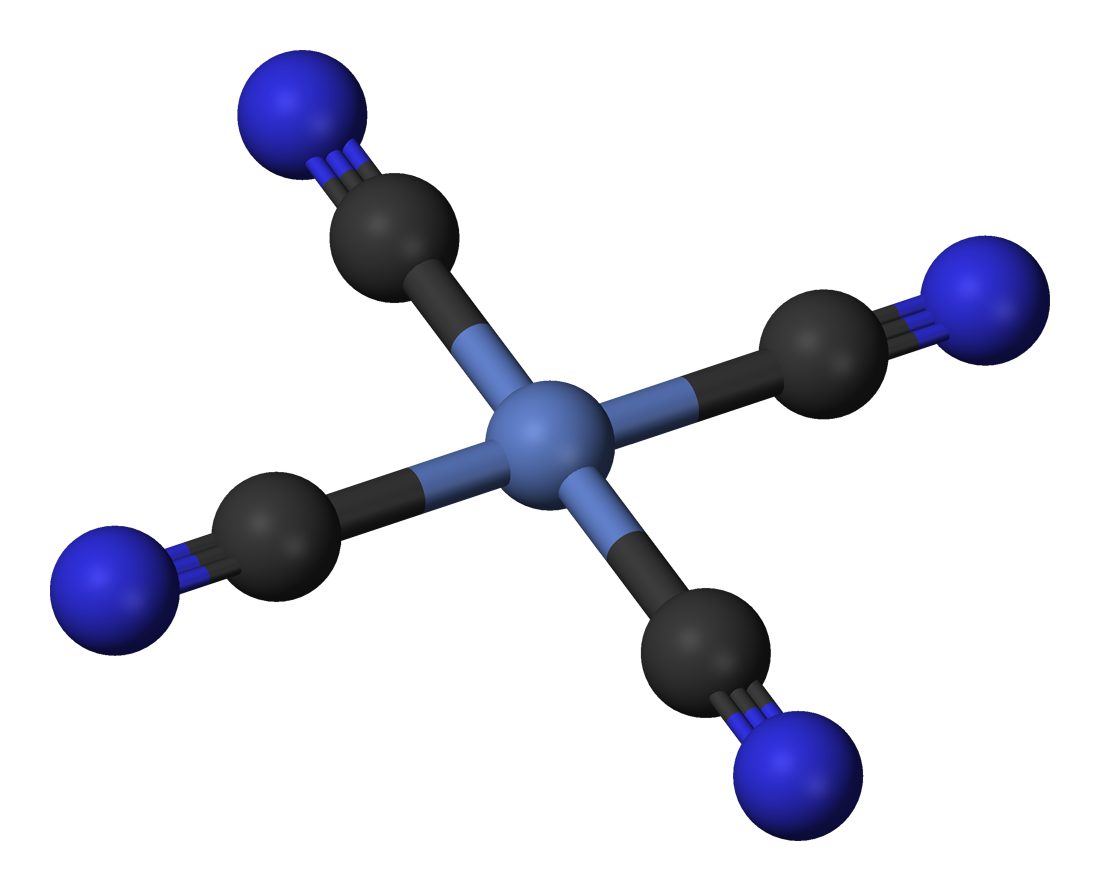
Model tetrakyanonikelnatanového iontu

Tetrakyanonikelnatan draselný se připravuje reakcemi vodných roztoků nikelnatých solí s kyanidem draselným. Příprava se často provádí postupně, kdy nejprve vzniká koordinační polymer kyanidu nikelnatého. Při tomto postupu lze odstranit nadbytek draselných solí:
Ni2+ + 2 KCN → Ni(CN)2 + 2 K+
Ni(CN)2 + 2 KCN → K2[Ni(CN)4]
Tímto způsobem se vytváří monohydrát, který se dá přeměnit na bezvodou sůl zahřátím na 100 °C.

## Reakce
Atom dusíku v kyanidovém ligandu je zásaditý a nukleofilní. Na komplex se mohou navázat čtyři ekvivalenty fluoridu boritého:
K2[Ni(CN)4] + 4 BF3 → K2[Ni(CNBF3)4]
Kyanid je dostatečně silným akceptorem pí elektronů, aby bylo možné provést redukci K2Ni(CN)4 na sloučeninu s niklem v oxidačním čísle 0. Draslík v bezvodém amoniaku vytváří tetraedrický komplex [Ni(CN)4]4−.
K2[Ni(CN)4] + 2 K → K4[Ni(CN)4]
Meziproduktem je K4[Ni2(CN)6], obsahující vazbu Ni-Ni.